# 과부신랑
과부신랑(過埠新郞: Paper Marriage)은 홍콩에서 제작된 장젠팅 감독의 1988년 영화이다. 홍금보 등이 주연으로 출연하였다.

## 출연

### 주연
- 홍금보
- 장만옥

### 조연
- 장젠팅
- 주비리
- 고려홍
- 고비
- 적위
- 임건명